# Tapapinuwa
Tapapinuwa fou una ciutat situada l'oest del país dels kashka.
El rei Subiluliuma I la va ocupar i saquejar en una de les campanyes de la part final del seu regnat vers el 1330 aC.